# Dimitrij Mlekuž Vrhovnik
Dimitrij Mlekuž Vrhovnik (*1970), slovenski arheolog, pedagog in publicist.
Je doktor arheoloških ved. Predava na Oddelku za arheologijo Filozofske fakultete Univerze v Ljubljani. Raziskovalno je dejaven na področju teoretske arheologije, arheologije neolitika in arheologije krajine. Na Zavodu za varstvo kulturne dediščine Slovenije se ukvarja s preventivno arheologijo, predvsem z rabami daljinskega zaznavanja v varovanju kulturne dediščine. Mdr. pripravlja 3-D model Rimskega zidu v Ljubljani.